# Loropetalum
Loropetalum (R.Br. ex Rchb., 1829) è un genere di arbusti o piccoli alberi della famiglia delle Hamamelidaceae, originaria di Cina, Giappone e Asia sud-orientale. Il genere fu descritto nel 1828-1829 da Robert Brown nel testo Conspectus Regni Vegetabilis 87.
Il nome Loropetalum si riferisce alla forma dei fiori e proviene dal greco loron (cinghia) e petalon (petalo).

## Descrizione
I fiori sono prodotti in "grappoli" durante la primavera e sono simili a quelli delle specie del genere Hamamelis. Ciascun fiore consiste di quattro o sei (dipende dalla specie) petali stretti ed allungati, da 1 a 2 cm.
|  |  |

## Tassonomia
All'interno del genere Loropetalum sono attualmente classificate 4 specie:
- Loropetalum chinense (R.Br.) Oliv.
- Loropetalum flavum Aver., P.K.Endress & K.S.Nguyen
- Loropetalum lanceum Hand.-Mazz.
- Loropetalum subcordatum Oliv.